# 45 км (зупинний пункт, Придніпровська залізниця, Кривий Ріг)
45 кілометр — пасажирська зупинна залізнична платформа Криворізької дирекції Придніпровської залізниці.
Розташована між с. Мар'янівка, Криворізький район та с-щем Авангард, Криворізька міська рада, Дніпропетровської області на лінії Рядова — Мусіївка між станціями Грекувата (14 км) та Карачуни (6 км).
На платформі зупиняються приміські електропоїзди.